# Dziedziniec Notre-Dame – Plac Jana Pawła II

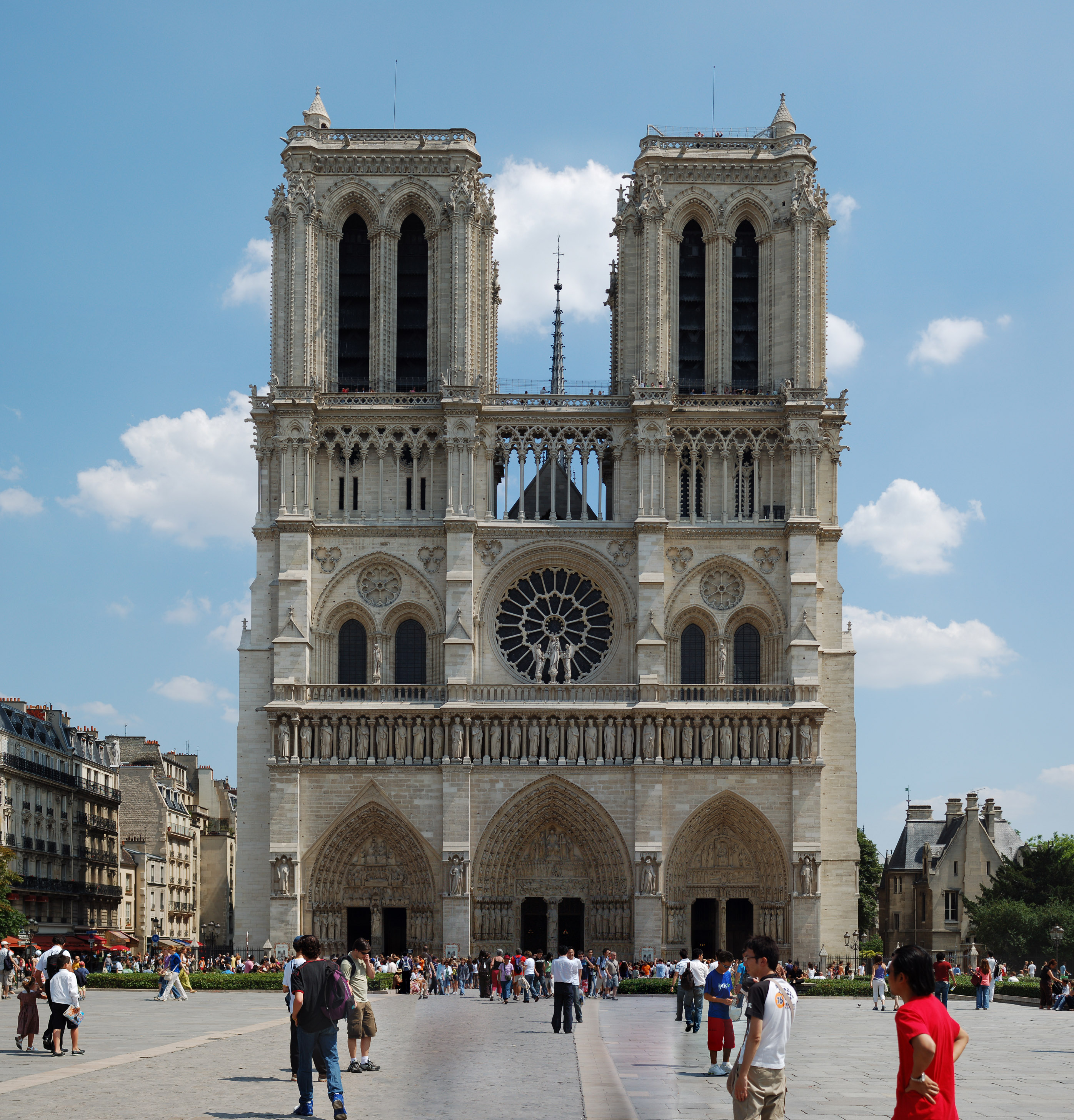
Paryż – katedra Notre-Dame

Dziedziniec Notre-Dame – Plac Jana Pawła II (fr. Parvis Notre-Dame – place Jean-Paul II) – nazwa placu w Paryżu przed głównym wejściem do katedry Notre-Dame.
Nazwa nadana 3 września 2006 dla uczczenia Jana Pawła II. 
Odsłonięcia tablicy z nazwą placu dokonali mer Paryża Bertrand Delanoë oraz kardynał Jean-Marie Lustiger. Na tablicy umieszczono również lata urodzin i śmierci polskiego papieża (1920–2005) oraz pontyfikatu (1978–2005).